# Галимиум
Галимиум (лат. Halimium) — род растений семейства ладанниковые (Cistaceae).

## Ботаническое описание
В основном вечнозелёные, сильно разветвленные кустарники или карликовые кустарники высотой от 40 до 150 см. Диаметр более крупных кустарников может достигать 1 метра. Листья расположены крест-накрест. Простые листовые пластинки линейные или яйцевидные, длиной от 1 до 5 сантиметров и шириной от 0,2 до 3 сантиметров. Гермафродитные цветки радиально-симметричные, пятизубчатые с двойным околоцветником. Венчики от 1,5 до 4 сантиметров в диаметре. Соцветие метельчатое. Венчики белые, жёлтые или жёлтые с тёмно-красноватыми базальными пятнами. Чашелистиков до пяти. Два внешних очень маленькие. Лепестков пять, они широкие и имеют клиновидную форму. Тычинок несколько. Завязь верхняя, рыльце клубневидное и короткое. Капсулы размером около сантиметра, яйцевидные, 2-3-лопастные, заключены в постоянную чашечку.
Некоторые виды, такие как Halimium halimifolium или Halimium lasianthum, имеют тёмно-красное или коричневое базальное пятно, которое, как считается, привлекает насекомых для опыления.

## Распространение и экология
Растения этого рода произрастают в субтропическо-средиземноморском климате Европы, Северной Африки и Малой Азии. Центр разнообразия видов находится в западном Средиземноморье, особенно на Пиренейском полуострове. В отличие от близкородственного рода Cistus, на Канарских островах в природе не встречается. Предпочитает солнечные участки на песчаных почвах вблизи побережья, часто также дюны и пляжи, леса из пробкового дуба, разреженные леса средиземноморской зоны лиственных пород, растения могут быть древовидными, как и цистус.

## Виды
Список видов согласно данным The Plant List
- Halimium atlanticum Humbert & Maire
- Halimium brasiliense (Lam.) Grosser
- Halimium calycinum (L.) K.Koch
- Halimium halimifolium (L.) Willk.
- Halimium lasianthum (Lam.) Spach
- Halimium lasiocalycinum (Boiss. & Reut.) Grosser ex Engl.
- Halimium ocymoides (Lam.) Willk.
- Halimium × pauanum Font Quer

Ж.-П. Демоли считает Halimium atlanticum новым видом. Специалист по цистусам и халимиумам Роберт Г. Пейдж предполагает наличие только семи видов.

## Культивация
Несколько сортов Halimium и их гибридов используются в качестве декоративных растений, особенно в альпинариях. Популярностью пользуются сорта, отмеченные наградами, такие как Halimium ocymoides 'Susan' с ярко-жёлтыми цветами и красновато-коричневым базальным пятном. Кроме того, Halimium halimifolium используется в алжирской народной медицине для лечения желудочно-кишечных заболеваний.